# Johann Christoph Maier
Johann Christoph Maier (* 10. Februar 1757 in Gochsheim/Kraich; † 31. Januar 1822 in Neuenbürg) war ein evangelischer Theologe, Pfarrer und von etwa 1780 bis 1809 publizierender Schriftsteller. In seinen Werken befasste er sich mit den Kreuzzügen und der Französischen Revolution, mit Predigttexten, aber auch mit naturwissenschaftlichen Fragen; auch verfasste er eine Tragödie und betätigte sich als Übersetzer. Darüber hinaus verfasste er eine dreibändige Beschreibung von Venedig.

## Leben

### Studium (1773–1777), Pfarrverweser, Werk zur Geschichte der Kreuzzüge (1780)
Johann Christoph Maier besuchte die Klosterschule Maulbronn (1771–1772). Danach studierte er Evangelische Theologie an der Universität Tübingen (1773–1777). Nach dem Studium wurde er Vikar und Pfarrverweser, er vertrat also Pfarrer an verschiedenen Orten, darunter in Königsbach und in seinem Geburtsort.
Dort verfasste er 1780 sein schriftstellerisches Erstlingswerk, seinen Versuch einer Geschichte der Kreuzzüge. Im Sommer 1782 begab er sich auf Predigtreise durch den Schwarzwald. 1783 veröffentlichte er auf eigene Kosten seine Fünf Predigten zur Beförderung der Tugend und Gottseligkeit.

### Venedigreise (1783–1785), dreibändige Beschreibung Venedigs
Ostern 1783 ging er nach Venedig, um eine Stadtbeschreibung oder einen Reiseführer zu verfassen. Sein Geld verdiente er dort als Privatlehrer. Von dort kehrte er nach rund zweieinhalb Jahren über Wien im Herbst 1785 zurück. Es folgten weitere Publikationen, wie 1785 Auch ein Scherfchen auf dem Altar der Tugend und Gottseligkeit. Dann erschienen zwischen 1787 und 1791 drei Bände seiner Beschreibung von Venedig.
Maier arbeitete als Journalist für das Straßburger Neue Magazin für Frauenzimmer, das 1787 bis 1791 erschien (darin sind seine Beiträge mit „M“ gekennzeichnet), und als Übersetzer italienischer Reise- und Geschichtsliteratur, aber auch naturwissenschaftliche Arbeiten. So übersetzte er die Briefe des Herrn Abbts Spallanzani an Herrn Thouvenel über die organische und unterirdische Elektrizität oder Giovanni Maritis Abhandlungen über den Cypern-Wein, den Freunden der Landwirthschaft gewiedmet, Friedrich Eßlinger, Frankfurt 1791. Auch als Dramatiker versuchte sich Maier mit der Tragödie Gertrude, Königin von Aragonien. 1789 veröffentlichte er in Straßburg eine Übersetzung mit dem Titel Des Herrn Abt Lazzaro Spallanzani, k. k. Professors der Naturgeschichte auf der Universität zu Pavia, angestellte physikalische Beobachtungen  auf der Insel Cythera, heut zu Tage Cerigo genannt, an den Hrn. Cap. Lorgna oder Abriß einer Reise nach den Flegreischen Gefilden, dem Aetna und den Aeolischen Inseln, im Jahr 1788 unternommen von Herrn Spallanzani (beide Straßburg 1789).

### Frankfurt (1790–1792), Karlsruhe (1792–1795), Schriftsteller (ab 1792)
1790 siedelte Maier zunächst nach Frankfurt über, dann 1792 nach Karlsruhe. Dort „privatisierte“ er von 1792 bis 1795. In Karlsruhe begann er seine Allgemeine Weltgeschichte zur Unterhaltung für Liebhaber und Ungelehrte. Das vierbändiges Werk schloss er nach sechs Jahren 1799 in Neuweiler ab. Vor seiner Rückkehr nach Neuweiler lebte er vom Schreiben und Veröffentlichen. Dazu gab er ab 1795 eine erweiterte Neuausgabe seiner Beschreibung von Venedig heraus, Band 1 und 2 kamen 1795 heraus. Auch verfasste er während der gesamten Zeit eine Reihe von Beiträgen in der Jenaischen, bzw. Hallischen Allgemeinen Literaturzeitung sowie in der Oberteutschen Allgemeinen Literaturzeitung.

### Pfarrer in Neuweiler (ab 1795), Ehe, Kinder
1795 wurde Maier Pfarrer in Neuweiler. Dort heiratete er am 15. Mai 1795 Luise Friederike Kazner. Ihr erstes Kind starb 1796 gleich nach der Geburt, und auch die Tochter Luise Auguste, 1797 geboren, starb bereits im Jahr 1800. Im selben Jahr kam das dritte Kind, Eberhardine Luise Friederike, zur Welt.
Maier stieß in der Gemeinde durchaus auf Widerstand, sieben Jahre nach seinem Amtsantritt waren erst zwei Melodien in der Gemeinde geläufig. Immerhin gewann er die Gemeindemitglieder, als er ihnen das Stehen beim Beten im Gottesdienst vorgab, auch warb er dafür, dass die Frauen beim Besuch des Gottesdienste ohne Kopftuch erscheinen sollten. Das Lärmen bei Taufen, Hochzeiten und in der Neujahrsnacht stellte er auf Anweisung des Dekans unter Strafe, Bußzahlungen wurden fortan zur Honorierung des Lehrers eingesetzt – allerdings verweigerte Maier ihm eine reguläre Entlohnung.

### Letztes Werk: zur Französischen Revolution (1804–1809)
Schließlich begann Maier seine Geschichte des französischen Revolutionskrieges. Der erste von sieben Bänden erschien 1804, der letzte 1809. Bereits 1805 wurde Maier Stadtpfarrer in Neuenbürg. Er starb am 31. Januar 1822.

## Veröffentlichungen
- Versuch einer Geschichte der Kreuzzüge und ihrer Folgen, Berlin/Stettin 1780. (Digitalisat)
- Von der evangelischen Geistlichkeit Gerichtsstand in zeitlichen Sachen, besonders in den gemischten Reichsstädten : zur Erl. einiger Stellen d. 5. Art. d. Westph. Fr. Instr., Tübingen 1781. (Google Books)
- Allgemeine Weltgeschichte zur Unterhaltung für Liebhaber und Ungelehrte, Frankfurt 1793. (Digitalisat, Bd. 1)
- Briefe des Herrn Abbts Spallanzani an Herrn Thouvenel über die organische und unterirdische Elektrizität, Prag 1794. (Digitalisat)
- Beschreibung von Venedig, Teil 1, 1. Aufl., Leipzig 1787 (Digitalisat), 2. verbesserte Aufl., Leipzig 1795 (Digitalisat); Teil 2, 2. verbesserte Aufl., Leipzig 1795 (Google Books); 3. Teil, 1. Abteilung, Frankfurt/Leipzig 1791 (Google Books); Teil 4, 2. verbesserte Aufl., Leipzig 1796 (Google Books);
- Leopold comte de Curti: Denkwürdigkeiten aus der Staatsverfassung der Republik Venedig. Im Auszuge aus dem Französischen übersetzt mit Anmerkungen begleitet von Johann Christoph Maier, Leipzig 1796. (Google Books)
- Geschichte des französischen Revolutionskrieges, 7 Bde., 1804–1809 (Digitalisat, Bd. 1, Leipzig 1804, Bd. 2, 1805 Bd. 3, 1806;  Bd. 4, 1806; Bd. 5, 1807; Bd. 6, 1808; Bd. 7, 1809)